# Warszawskie Zakłady Fotooptyczne

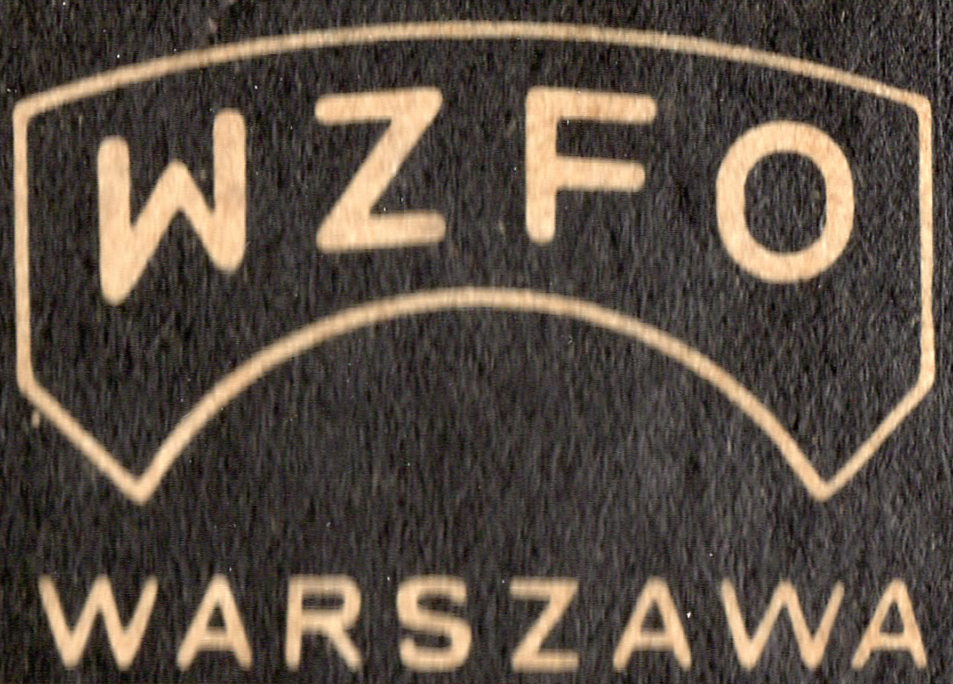
Logo WZFO

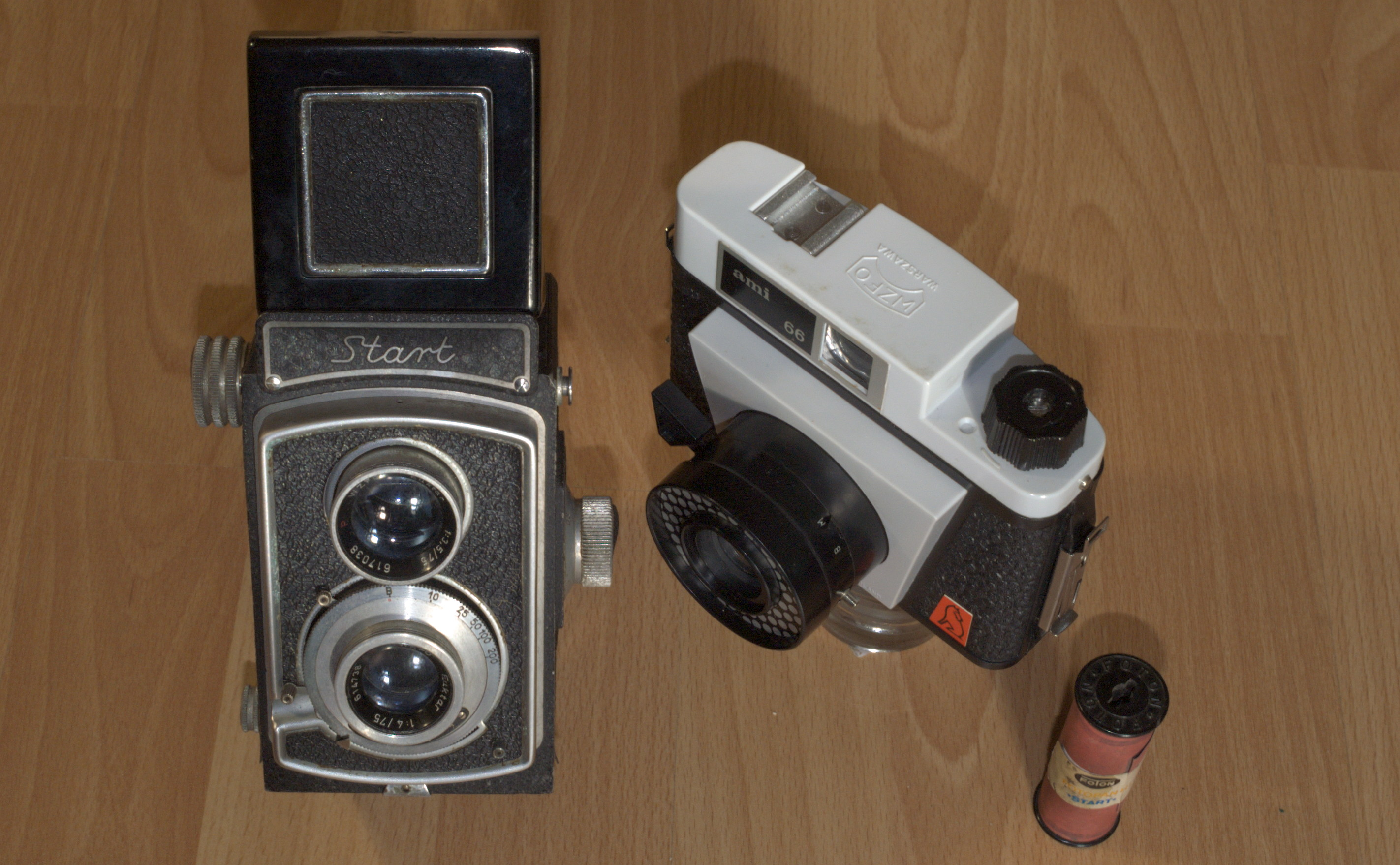
Pierwszy i ostatni aparat produkowany w WZFO

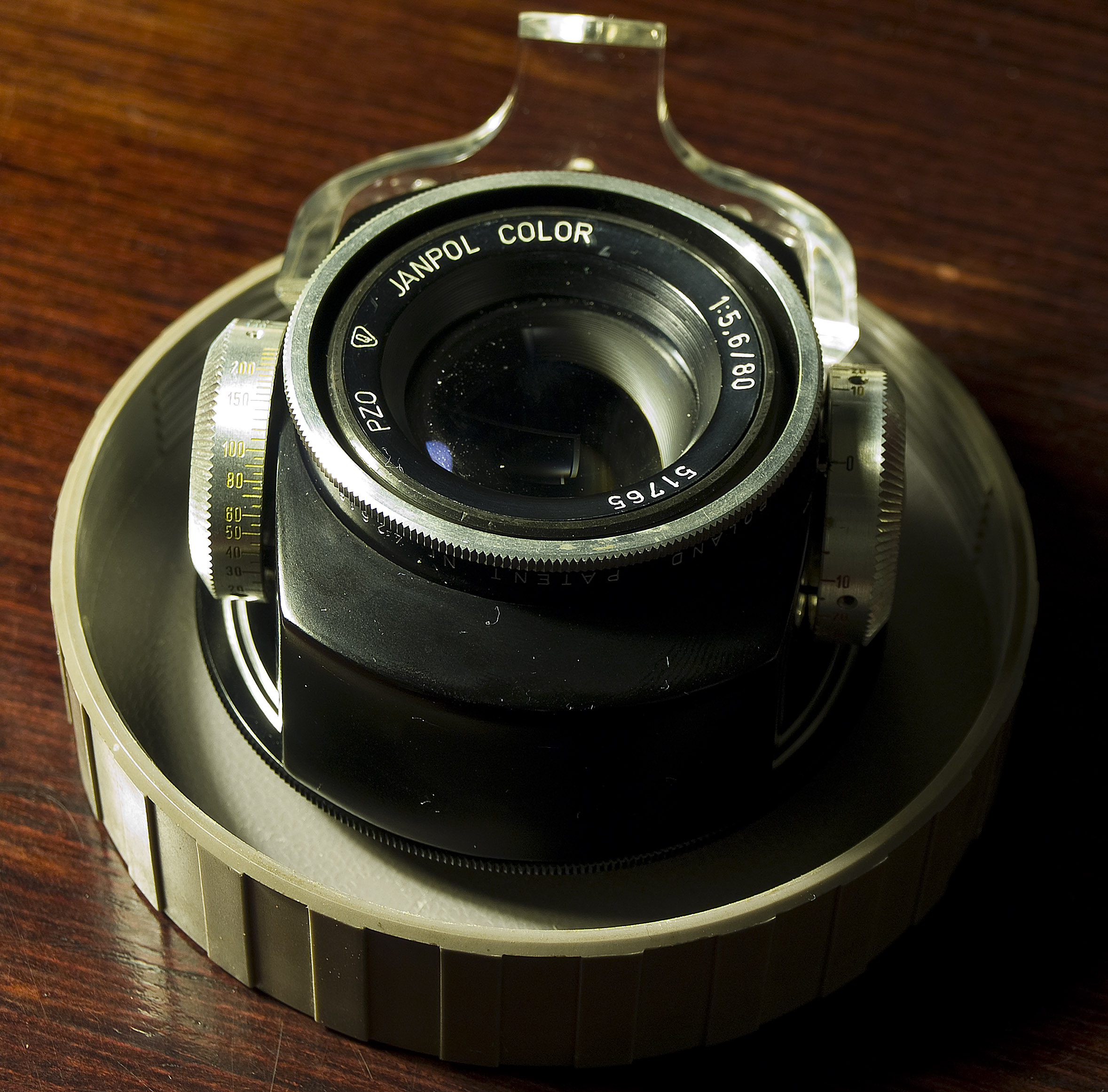
Obiektyw Janpol Color 1:5,6/80

Warszawskie Zakłady Fotooptyczne (WZFO) – przedsiębiorstwo z siedzibą w Warszawie, wywodzące się z powstałych w 1951 Warszawskich Zakładów Kinotechnicznych. W 1968 roku zakłady włączono do Polskich Zakładów Optycznych.

## Opis

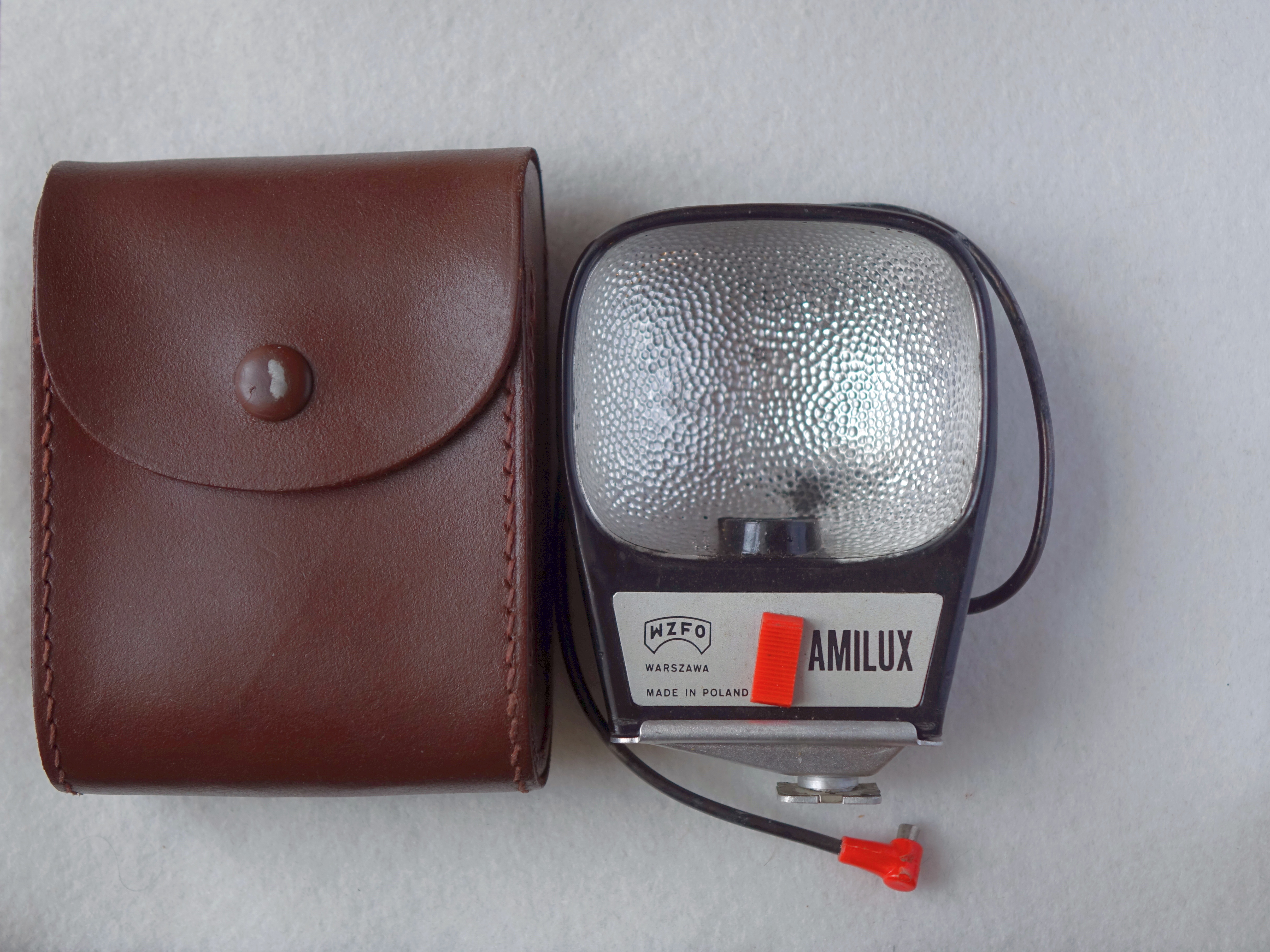
Lampa błyskowa Amilux produkcji WZFO.

Produktami zakładów był sprzęt optyczny w tym aparaty, powiększalniki fotograficzne, lampy błyskowe 
oraz rzutniki do przezroczy.

### Produkty
- Start, Fenix, Druh, Ami, Alfa – aparaty fotograficzne
- AMILUX – lampa błyskowa na jednorazowe żarówki
- Narcyz – rzutnik do slajdów
- Obiektyw powiększalnikowy Janpol Color zawierający filtry korekcyjne.